# وأدرك شهريار الصباح (مسلسل)
وأدرك شهريار الصباح هو مسلسل مصري أصدر في تاريخ 26 فبراير 1985 من إخراج فخر الدين صلاح وإلهام دراز من تأليف أسامة أنور عكاشة العمل مستوحى عن رواية (ترويض النمرة) لوليام شكسبير.

## القصة
تعيش الفتاة في أزمة نفسية بسبب علمها بزواج ابيها من امراة أخرى، فتفقد الثقة في كل الرجال ولكن ابيها يحاول اثبات العكس عندما يضع أمامها شاب، على أنه مريض نفسي ساذج أضاع ثروة ابيه في التبذير والجري وراء الملذات، لتتطور العلاقة بينهم، في إطار كوميدي.

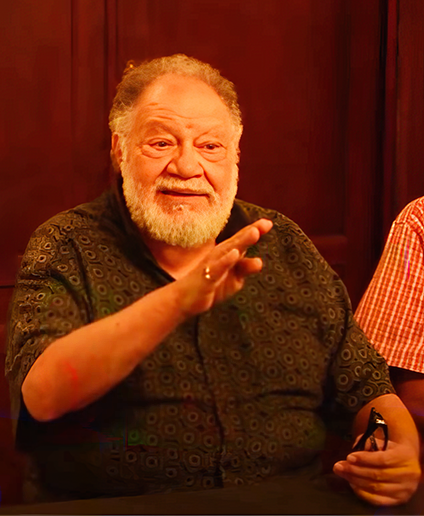
يحيى الفخراني في دور عاطف الدرملي

## طاقم التمثيل
- يحيى الفخراني عاطف الدرملي
- نورا مشيرة
- عادل أمين فتحي صاحب المطبعة
- سماح أنور مايسة
- عادل برهام نادر الشبراويشي
- رشدي المهدي الراوي
- فتوح أحمد عزام
- أمين الهنيدي الاب علوي الكاشف
- نوال فهمي الخاطبة
- رشوان مصطفى منظم المزاد
- محمود الحفناوي سراج عامل المطبعة
- محمد أبو حشيش الفكهاني
- أحمد عبد القادر سليمان مدير البنك
- محمود الجندي شحاته صديق عاطف
- نادية فهمي شفيقة
- فاتن فؤاد تيتي عبد الرازق
- سحر رامي سهام
- علي عبد الرحيم الضابط
- صباح محمود/صباح شحاتة/صباح عبد العزيز من بنات النادي
- سيد عبد الكريم الخال
- عاطف طنطاوي ضابط مباحث
- محمد متولي د.عبد المنعم الطبيب النفسي
- نبيل الدسوقي منجي - الجار
- عهدي صادق جان بيير ابن منجي
- شوقي شامخ رياض الدرملي
- سيد عزمي السواق مدبولي
- محمود الشاذلي درديري
- سيد علام واحد من خطاب مشيرة
- عصام مصطفى سيد مجانص

## وصلات خارجية
- وأدرك شهرايار الصباح على موقع سينما دوت كوم